# Дейтеричні мінерали
Мінерали дейтеричні (рос. минералы дейтерические, англ. deuteric minerals; нім. deuterische Minerale n pl) — мінерали, які виникають в кінцеву стадію кристалізації магми під впливом її летких складових частин у місці дотику двох мінералів. Термін маловживаний.